# Park Potworów
Park Potworów (wł. Parco dei Mostri), także Ogród Bomarzo, wcześniej Sacro Bosco (Święty Las) – późnorenesansowy park z XVI wieku, położony w Bomarzo, w prowincji Viterbo, w północnej części regionu Lacjum, we Włoszech. W parku, pośród naturalnej roślinności, znajdują się liczne wyobrażenia mitologicznych stworzeń i zwierząt, z których wiele wyrzeźbiono bezpośrednio w skalnym podłożu.

## Historia
Nazwa parku wywodzi się od dużego zbioru rzeźb i posągów mitologicznych stworzeń i zwierząt, wyrzeźbionych losowo we wnętrzu parku. Niektóre z rzeźb wykonano w podłożu skalnym, który jest powszechnym elementem krajobrazu tego regionu. Zbiory figur zostały wykonane i zebrane pod patronatem włoskiego kondotiera i mecenasa sztuki Piera Francesco Orsiniego, zwanego w latach 1528–1588 Vicino, który stworzył ogród pod wpływem smutku po śmierci swojej żony Giulii Farnese (brak powiązań z Giulią Farnese siostrą papieża Pawła III). Projekt planu ogrodu przypisany został włoskiemu architektowi ogrodów Pirro Ligoriemu. Budzi to jednak wiele wątpliwości – dlaczego tak sławny architekt, tworzący projekty znaczących dziś rezydencji włoskich i uważany za jedną ze sław architektury włoskiego renesansu, zaprojektował ogród w zupełności odbiegający od przyjętych norm renesansowych. 
Po śmierci Vicino w 1584 ogród przeszedł w ręce rodziny Lanta della Rovere, która nie interesowała się obiektem. W XIX i w XX wieku ogród był bardzo zaniedbywany. W 1949 roku park został odkryty przez włoskiego krytyka i historyka sztuki Mario Praza i malarza Salvadora Dalíego, którzy nakręcili o nim film. W 1954 obiekt zakupił Giovanni Bettini i rozpoczął prace porządkowe. W 1967, bazując na lokalnych legendach i opiniach Dalíego, Manuel Muijca Lainez wydał powieść o parku. Park został odrestaurowany w ramach programu odbudowy realizowanego przez rodzinę Bettini. Obecnie (2011) ogród wciąż jest własnością prywatną, jednak jest dostępny dla zwiedzających.

## Opis

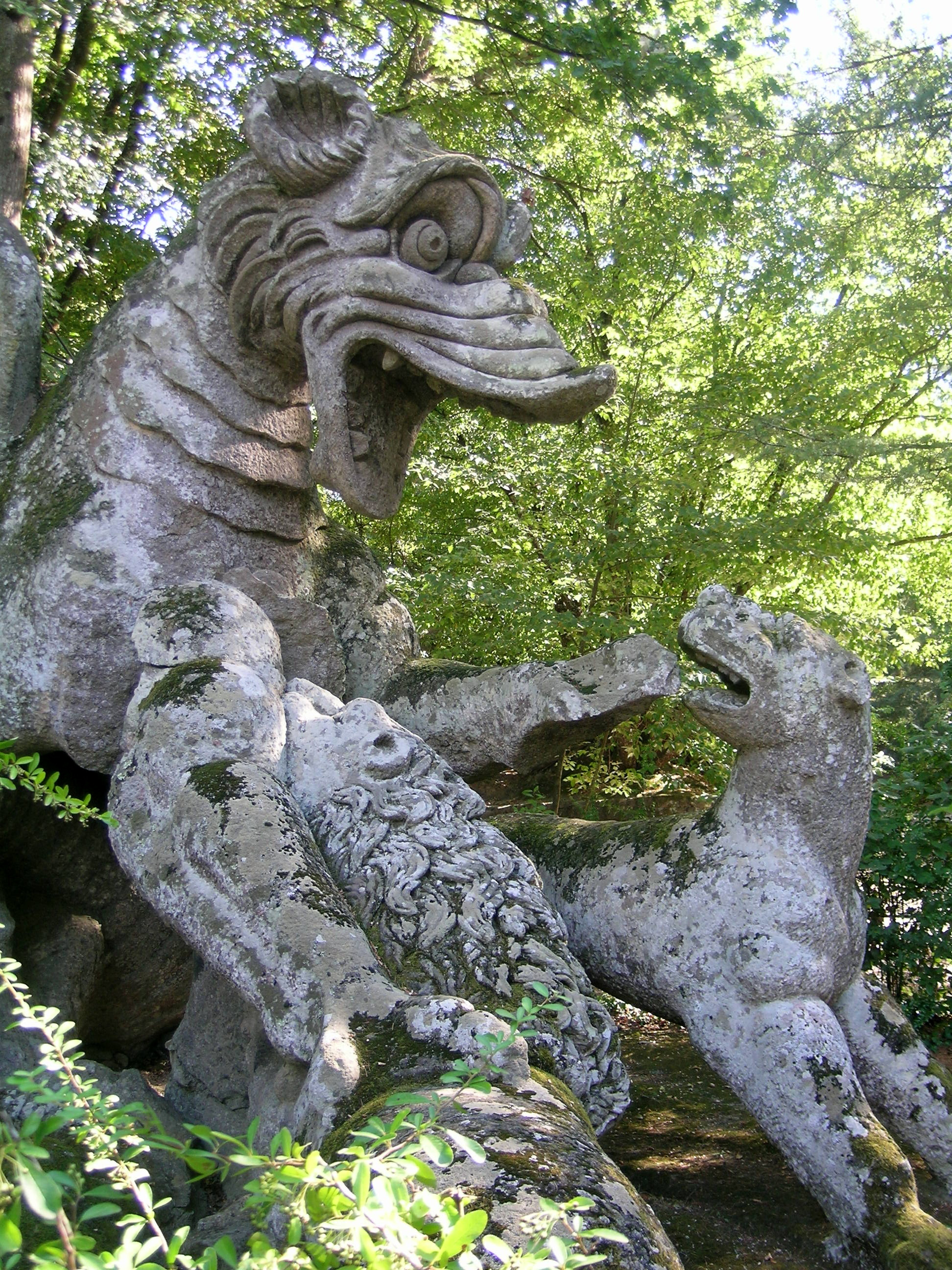
Smok zaatakowany przez lwy

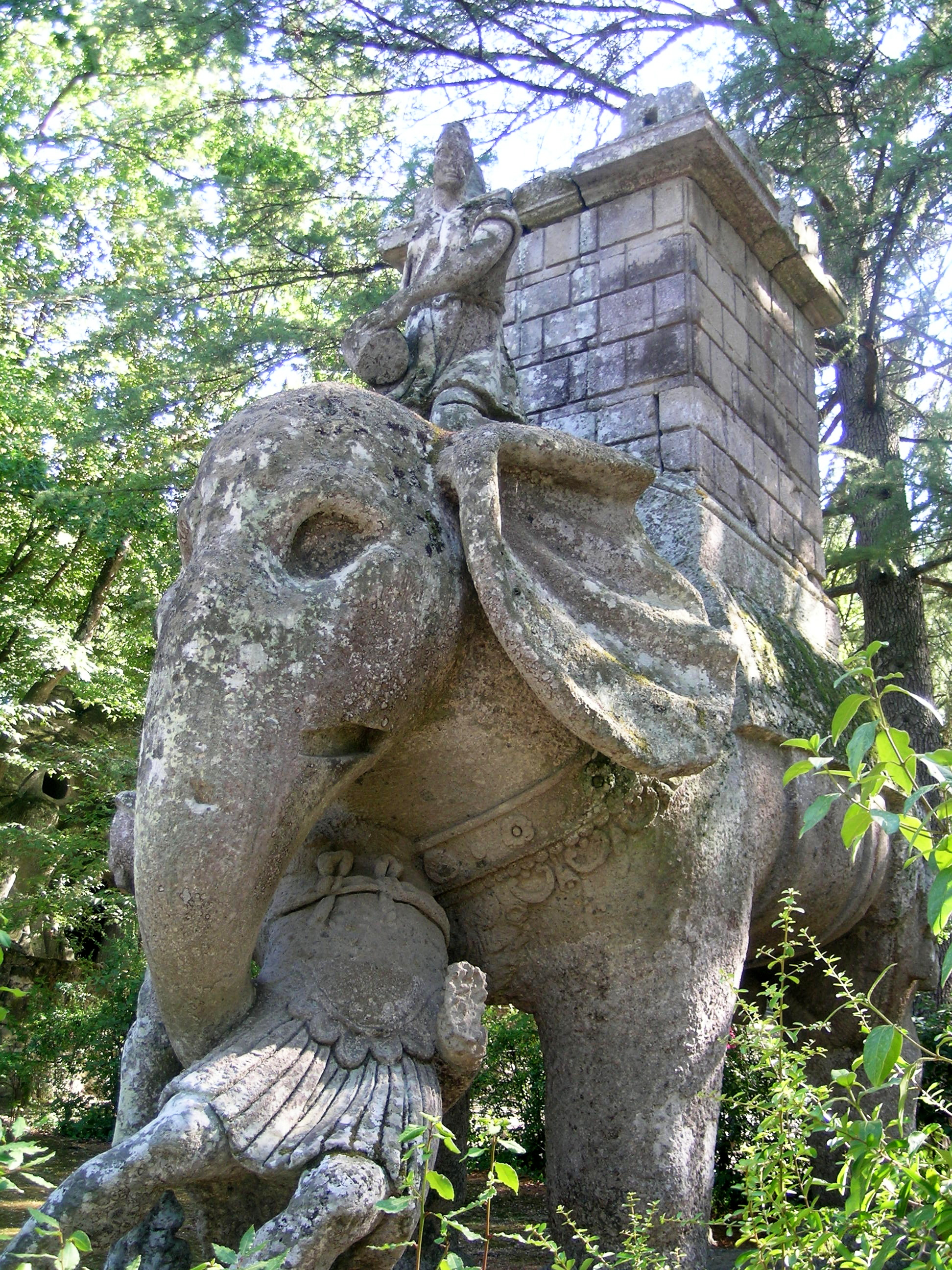
Słoń bojowy Hannibala trzymający trąbą legionistę rzymskiego

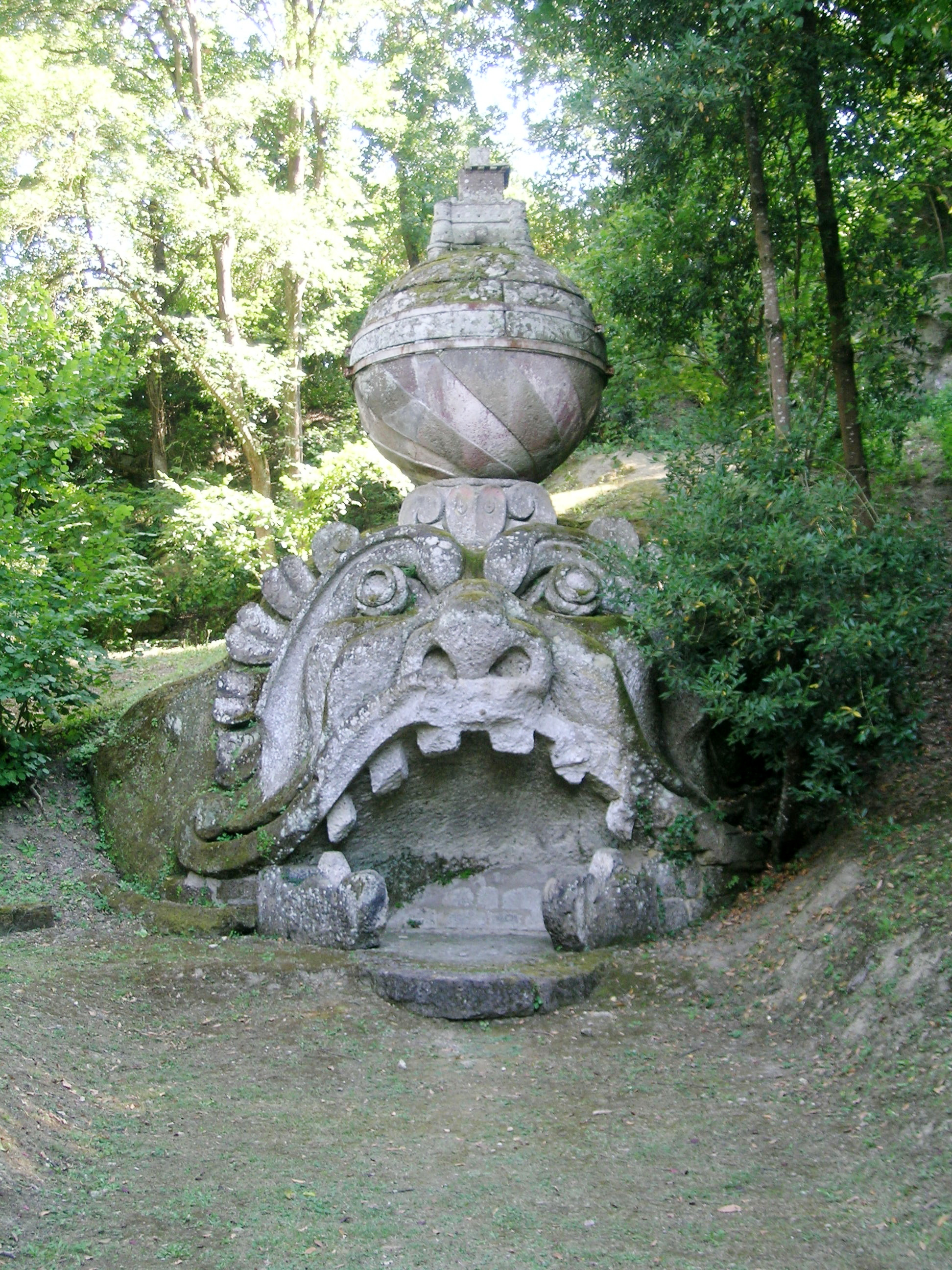
Błękitny Proteusz

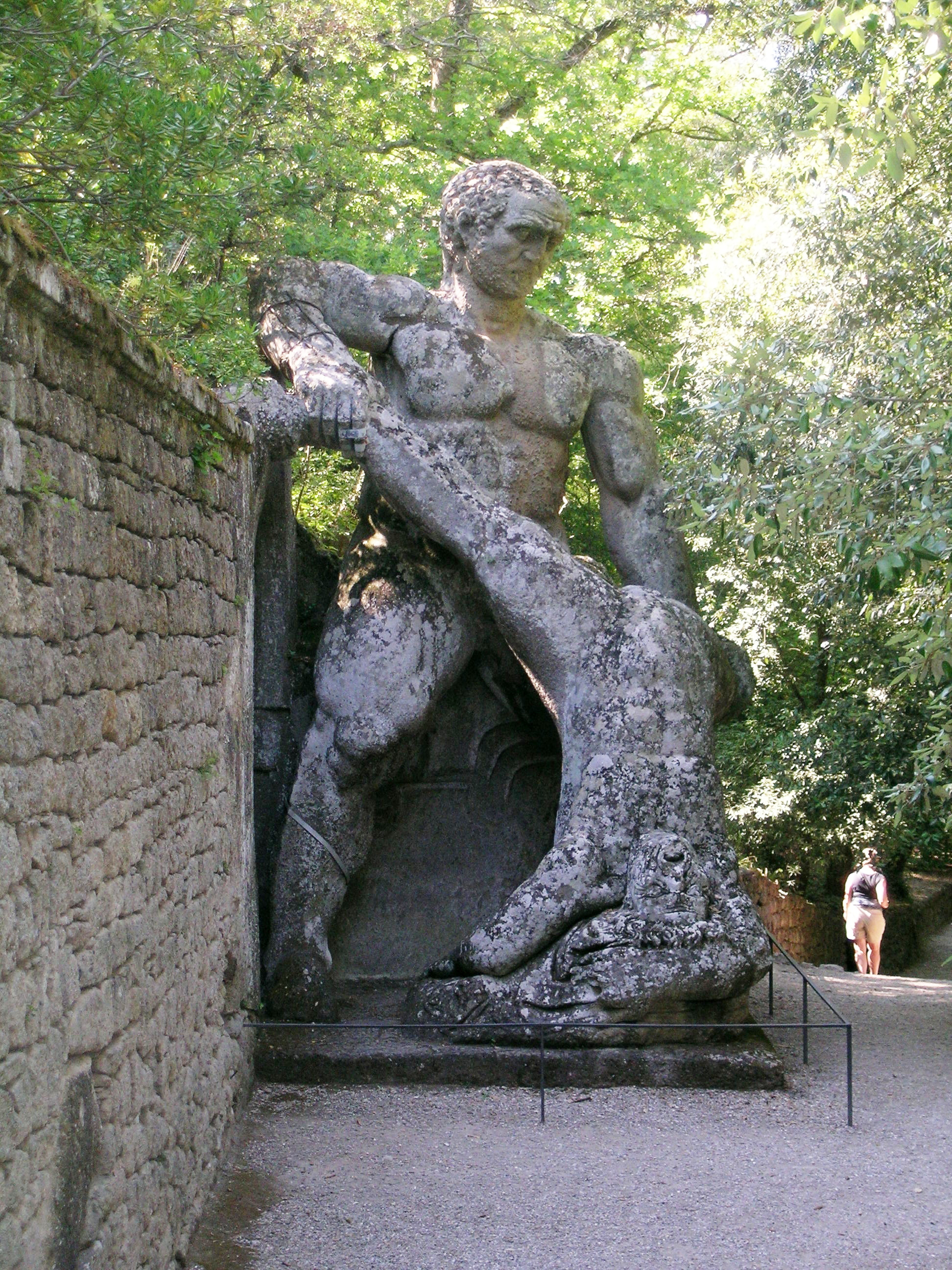
Herkules i Kakus

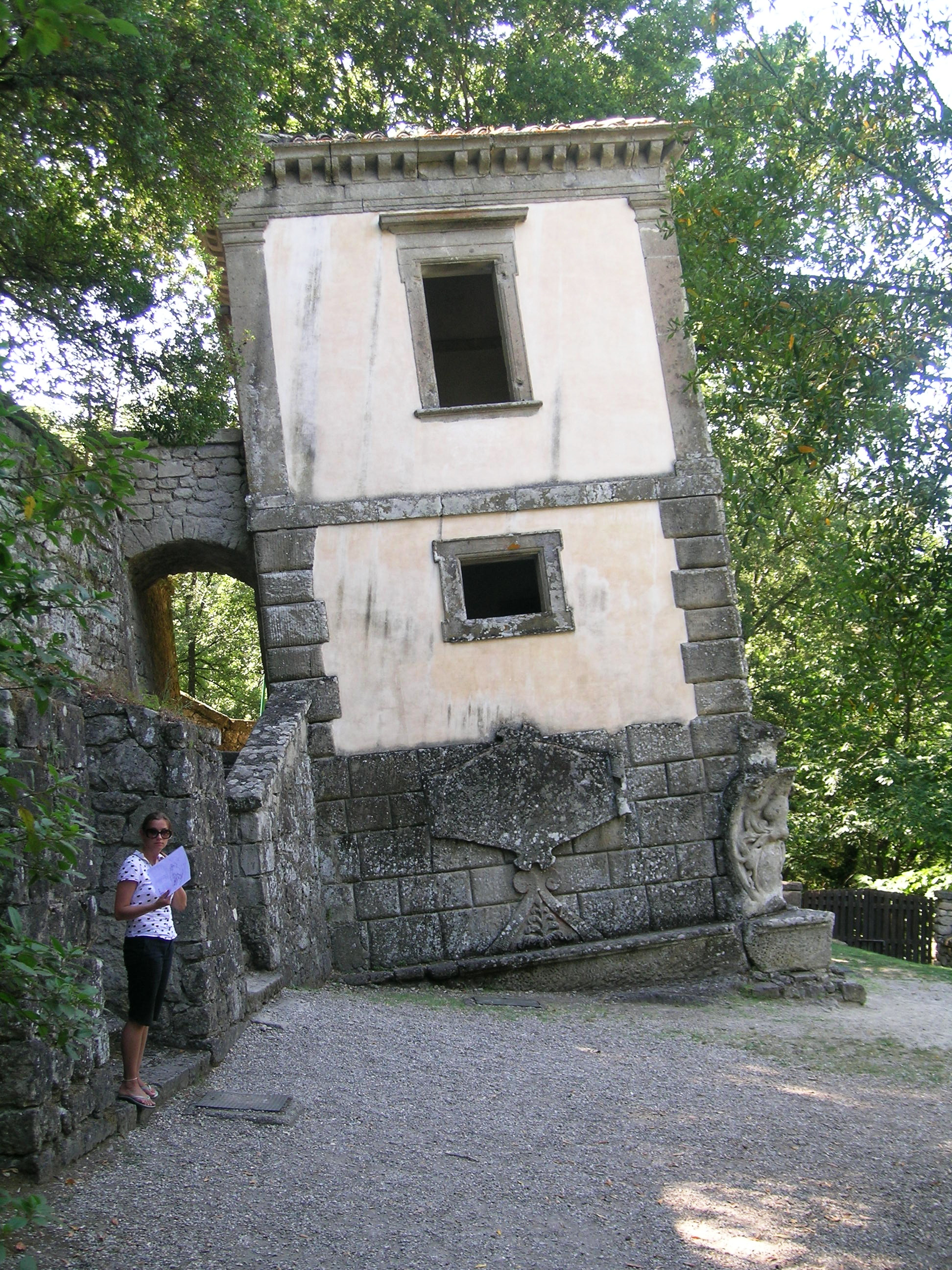
Pochyły Dom

### Styl
Według wytycznych założycieli parku wnętrze ogrodów, w których znajdowały się posągi, nie miało się podobać, ale zadziwiać. Wiele z potwornych posągów stojących w parku pozostaje bez związku z żadnym racjonalnym systemem planowania. Rzeźby wydają się być niemal porozrzucane losowo we wnętrzu ogrodowym, co potwierdza jedna z inskrypcji w języku włoskim na obelisku mówiąca: „Sol na sfogare il Core” („po prostu ustawić wolnym sercem”). Na większości posągów znajdują się także inne opisy, często alegoryczne i aluzyjne pochodzące z wierszy poetów włoskich, m.in.: Annibale Caro i kardynała Cristoforo Madruzziego.

### Rzeźby
Inspiracją rzeźbiarską mogły być dzieła literackie, m.in. fragmenty Jerozolimy wyzwolonej Torquato Tasso czy Orlanda szalonego Ludovico Ariosto.
- Bramy piekła
- Smok zaatakowany przez lwy
- Błękitny Proteusz
- Słoń bojowy Hannibala trzymający trąbą legionistę rzymskiego
- Potwór
- Cerber
- Pegaz
- Dwie syreny
- Ork z otwartymi ustami
- Wieloryb
- Niedźwiedź
- Żółw ze skrzydlatą kobietą na pancerzu
- Mały „Teatr Natury”
- Olbrzym, który brutalnie strzępi charakter
- Fontanna o nazwie Pegaz
- Tryton
- Ceres siedząca
- Ceres stojąca
- Śpiąca Nimfa
- Afrodyta
- Gigantyczne owoce i szyszki
- Neptun
- Herkules i Kakus
- Sfinks
- Plac waz
- Lew i lwica
- Harpie
- Wenus na grzbiecie muszli

### Inne obiekty
- Świątynia wieczności – świątynia w górnej części ogrodu, będąca pomnikiem ku czci Giulii Farnese. Obiekt zbudowany jest na planie ośmiokąta, będący mieszaniną stylów renesansu, architektury klasycznej, oraz wpływów ze sztuki etruskiej. Obecnie we wnętrzu budowli znajdują się groby Giovanniego Bettiniego i Tiny Severi, należących do rodziny, która jest właścicielem parku.

- Pochyły dom – obiekt dedykowany kardynałowi Cristoforo Madruzzo, bliskiemu przyjacielowi Piera Francesco Orsiniego i Giulii Farnese.

Galeria innych rzeźb i obiektów
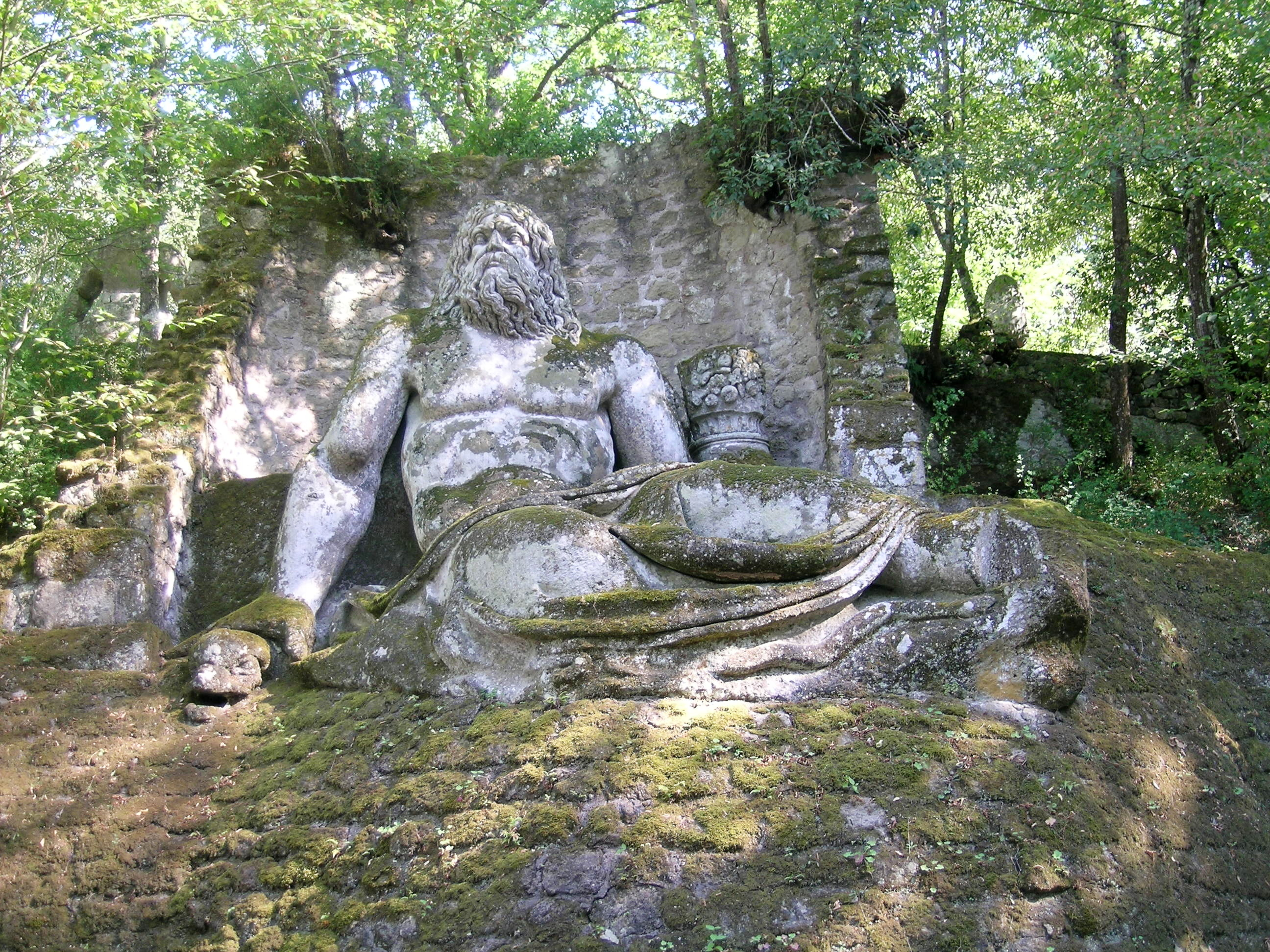
Neptun
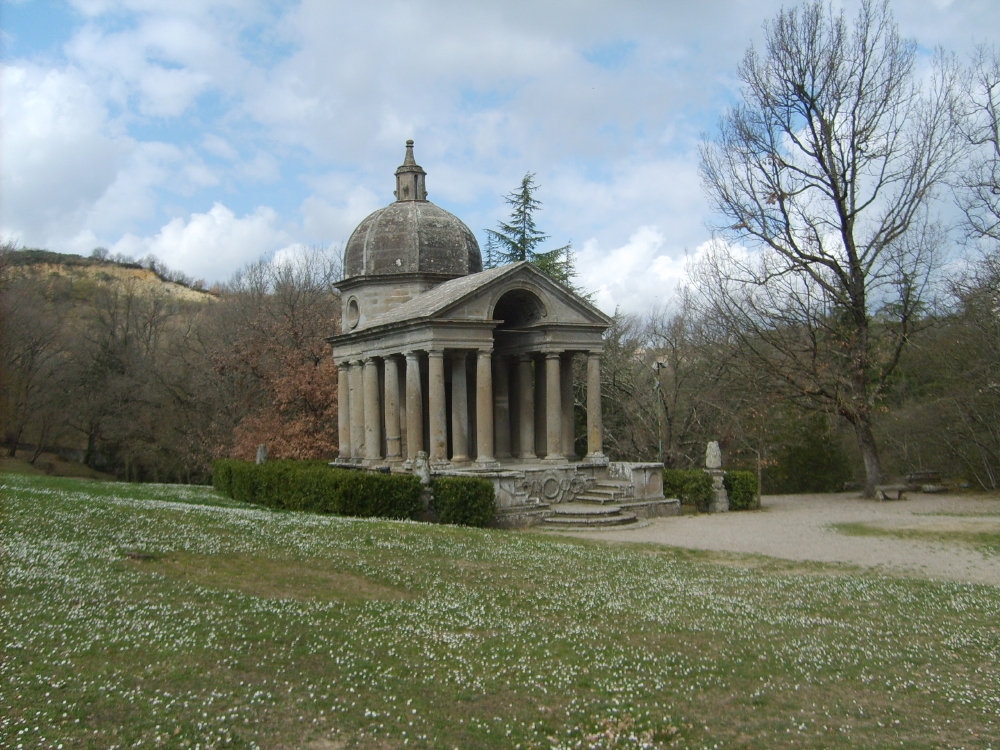
Świątynia wieczności
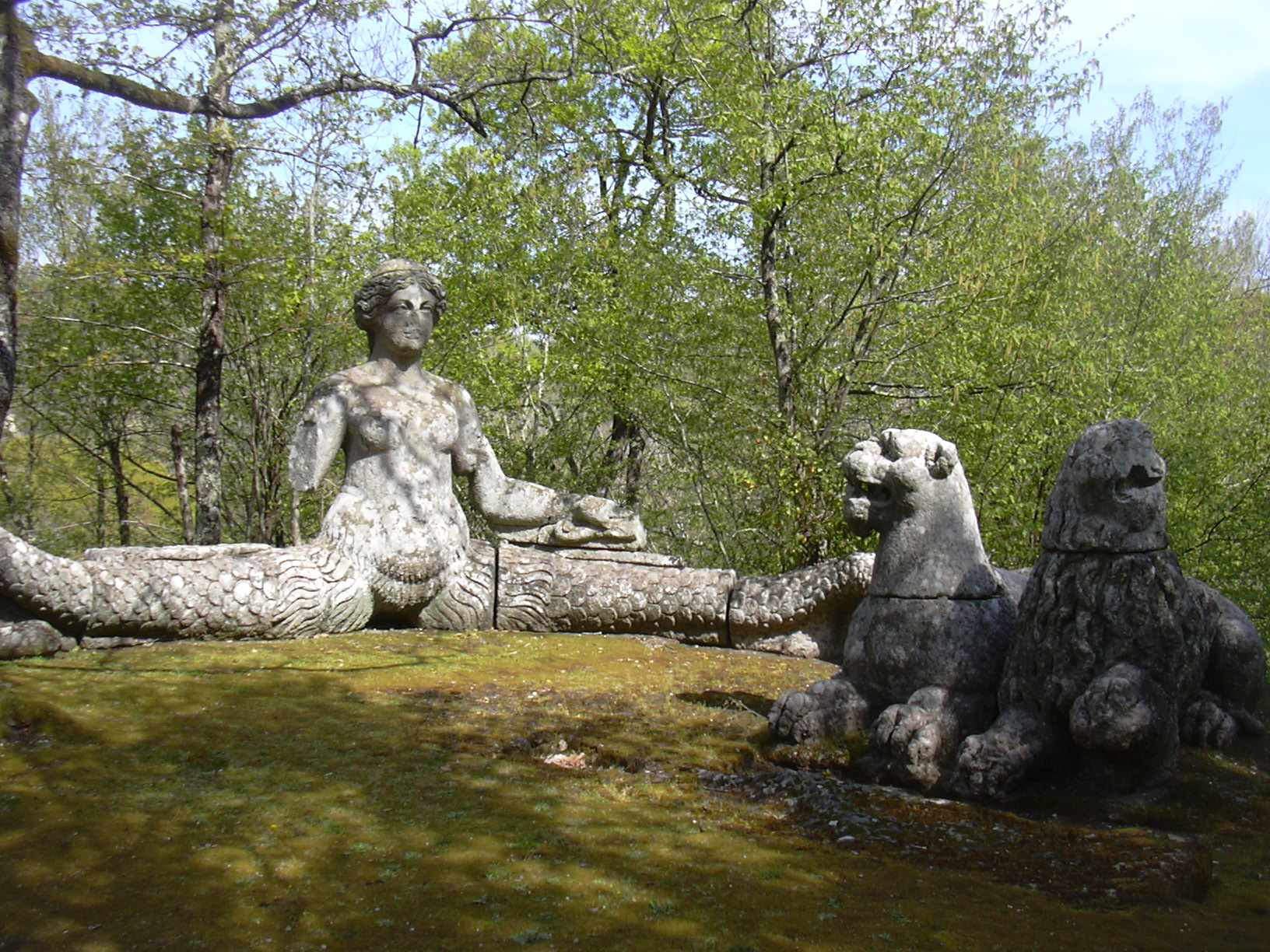
Syrena
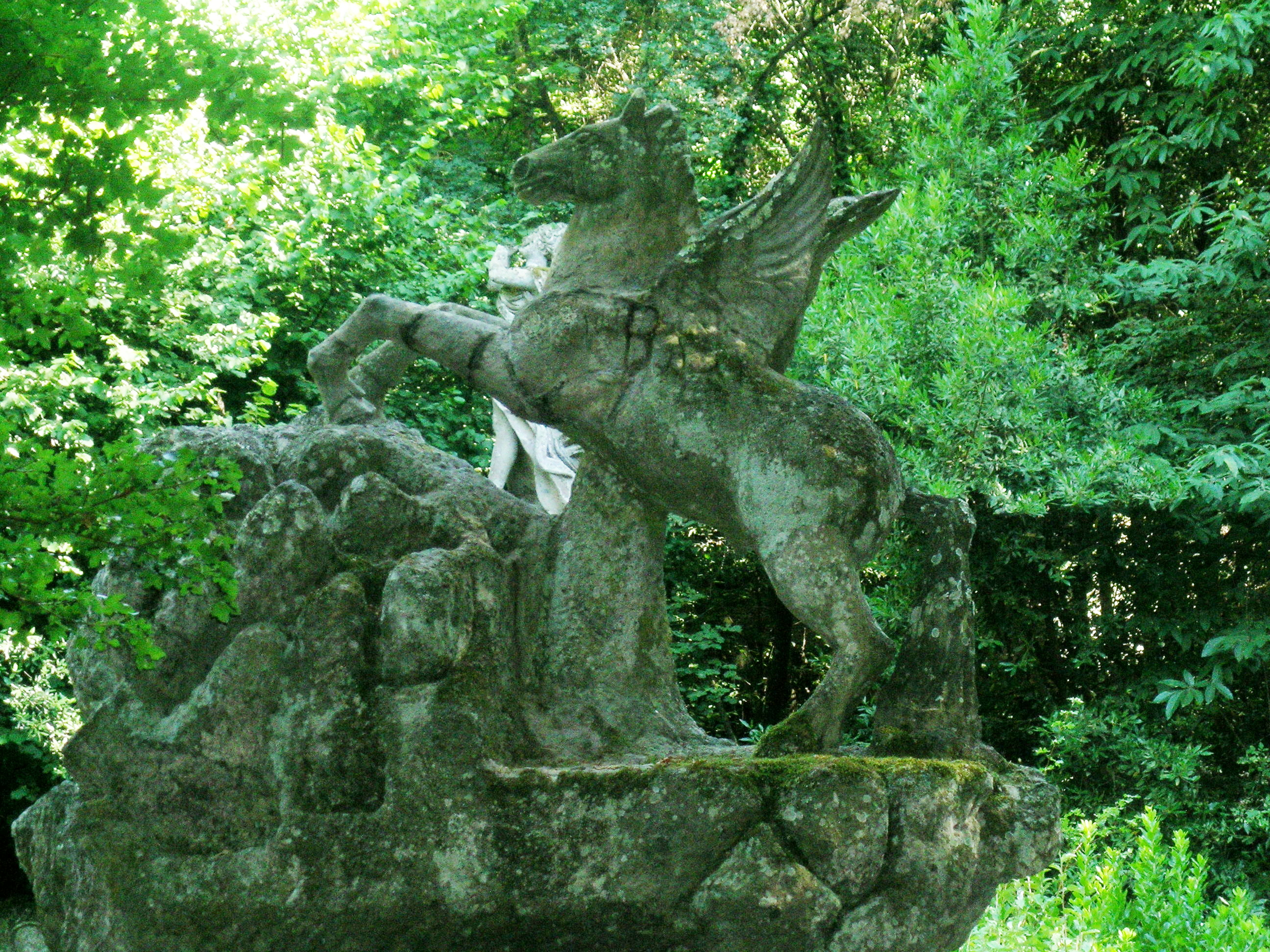
Pegaz
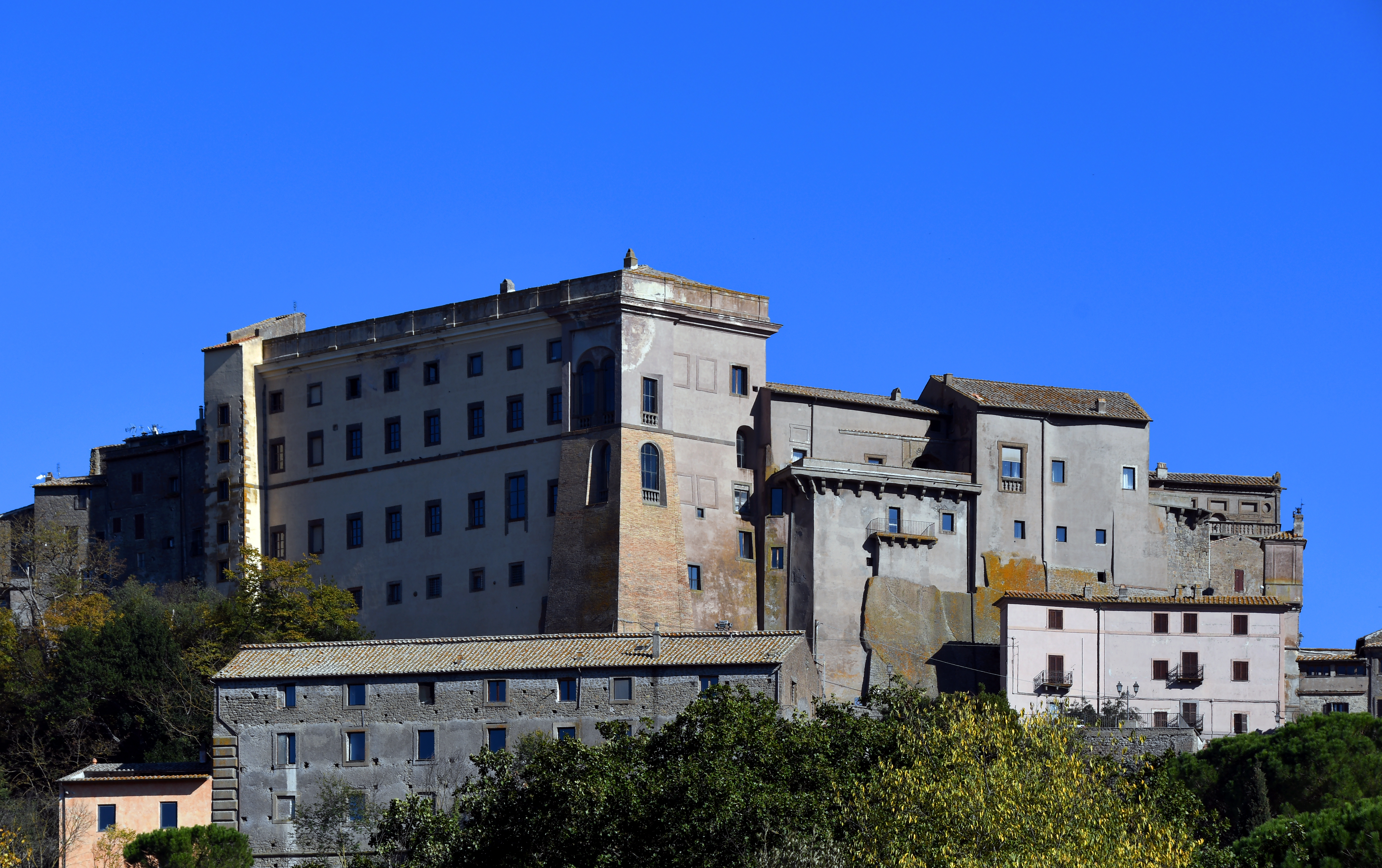
Zamek Bomarzo